# Власенко Тамара Тимофіївна
Вла́сенко Тамара Тимофіївна (4 грудня 1942, місто Анжеро-Судженськ) — артистка розмовного жанру, Заслужена артистка України, лауреатка Всеукраїнського конкурсу читців імені Лесі Українки, майстер художнього слова Черкаської обласної філармонії.

## Біографія
Власенко Тамара Тимофіївна народилася 4 грудня 1942 року у м. Анжеро-Судженську Кемеровської області.
У 1960 році Тамару Власенко взяли до Донецького театру ляльок, а потім до шахтарського ансамблю пісні і танцю «Донбас». У 1963 році вступила до Харківського інституту культури. Після його закінчення працювала режисером Донецького телебачення, де їй запропонували бути ведучою літературно-музичної програми. Відтак визначилося подальше творче амплуа артистки — розмовний жанр. Через три роки її запросили на роботу до Чернігова.
У 1972 році у Черкаській філармонії Тамара Тимофіївна почала вести музичний лекторій. Це був спільний з чоловіком (камерним співаком) проєкт, який вони разом здійснювали п'ять років. Потім глядачеві було запропоновано сольні літературні концерти, зокрема «Різні роки війни» (за Симоновим), «Марина Цвєтаєва — поезія, листи, згадки сучасників», «Я пам'ятаю дивну мить» (за Пушкіним, Глінкою і Грибоєдовим), «Така її доля» (за творами Т. Шевченка), «Весни й хуртовини» (за творами Лесі Українки), «Маруся Чурай», «Скіфська Одіссея» (за Л. Костенко), «Голгофа любові» (за однойменним романом С. Носаня) та інші.
У 1995 році отримала почесне звання Заслужена артистка України, у 1996 році — лауреат Всеукраїнського конкурсу читців імені Лесі Українки (1-а премія).
Своє уміння й досвід Тамара Тимофіївна передає студентам Черкаського національного університету ім. Б. Хмельницького та учням гімназії № 31.
Голова журі багатьох конкурсів читців.
З високою поезією майстра художнього слова Тамарою Тимофіївною Власенко черкащани мають нагоду зустрічатися під час різних культурних заходів.